# シュガーキューブス
シュガーキューブス（The Sugarcubes、本国では「Sykurmolarnir (スュクルモラルニール)」）は、アイスランドのポストパンク、オルタナティヴ・ロック・バンドである。1986年に結成され、ビョークのソロ活動と共に1992年に解散。2006年に一夜限りで再結成された。

## 経歴

### 結成以前
結成前の各メンバーは、アイスランドの様々なバンドで活動していた。ビョークは1977年にデビュー・アルバム『Björk Guðmundsdóttir』をリリースした後、10代後半はパンク・バンド「タッピ・ティカラス」に参加し、1983年に解散するまでに2枚のアルバムをリリースした。シギはセイルのメンバーであり、アイナール・オルンとブラギは「Purrkur Pillnikk」というパンク・バンドを結成し活動していた。
同年、レイキャヴィークの音楽ラジオ番組で共演したことをきっかけに、ビョーク、アイナール・オルン、シギというメンバーで「K.U.K.L. (クークル)」を結成した。キーボーディストのアイナール・アルナルドゥルも加入し、英国の独立系レコードレーベル、クラス・レコードから『ジ・アイ』（1984年）、『Holidays in Europe』（1985年）と2枚のアルバムをリリースし、ヨーロッパ・ツアーも行っている。
アイナール・オルンは大学の講師や、興行主としてショービジネスも手掛けていた。ソーとブラギは音楽活動の傍ら、詩人として詩集を出版した。シギーは画家としても活動している。
1985年、ビョークは地元レイキャヴィークの音楽仲間であり恋人のソー・エルドンとの子を身籠る。妊娠7ヶ月目まで音楽活動を続けるものの、メンバーたちの飲酒が祟りK.U.K.L.は解散する。

### バンド結成
1986年、ビョークとソーは結婚し6月8日14時50分に長男シンドリ・エルドンが誕生した。同日、再スタートとしてビョーク、ソー、ブラギでシュガーキューブスを結成し、翌年には活動拠点としてレーベル「バッド・テイスト・リミテッド」を起ち上げる。K.U.K.L.のメンバーだったアイナール・オルン、アイナール・アルナルドゥルも加わった。K.U.K.L.ではアイスランド語で歌っていたが、シュガーキューブスでは全編英語歌詞とアイナーの語りを前面に押し出し、民族音楽の要素を廃したスタイルになった。なおシュガーキューブスというバンド名は、ファンの間でLSDの使用法を表すものだとする説もあった。

### デビュー
1987年、シュガーキューブスはイギリスではワン・リトル・インディアン、アメリカではエレクトラ・レコードと契約した。同年8月にシングル「バースデイ」をリリースする。このシングルがBBCラジオで流されたことを機にシュガーキューブスは注目されるようになり、バンドの代表曲にもなった。
翌1988年4月25日、ファースト・アルバム『ライフ・イズ・トゥー・グッド』をイギリスとアメリカでリリースし、両国で高い評価を得る。シュガーキューブスの音楽は「アヴァン・ポップ」、時にはB-52'sやトーキング・ヘッズを思い出させるサイケデリックなポストパンク・サウンドと評された。同年後半、北米ツアーを行い好評を博した。9月、ニューヨークのザ・リッツにて、デヴィッド・ボウイやイギー・ポップも出演したイベントでコンサートを行っている。10月15日には『サタデー・ナイト・ライブ』に出演し、「バースデイ」と「Motorcrash」を演奏した。

### セカンド・アルバム
1989年9月、セカンド・アルバム『トゥデイ・トゥモロウ・ネクスト・ウィーク!』をリリースする。アイナール・オルンのボーカルが全面に出たこのアルバムは多くのレコード・レビューにて不評となり、『ライフ・イズ・トゥー・グッド』よりも評価を下げることとなった。シングル「レジーナ」と「プラネット」はイギリスのインディーズチャートで1位を獲得したが、アイスランド以外のメインストリーム・チャートでは振るわなかった。アルバム・リリース後には長期のワールド・ツアーに乗り出し、1990年初旬には来日公演も果たしている。ツアーを終えた1990年後半、バンドは解散を検討し始め活動を休止し、各メンバーはソロ活動を行うことになる。この時期、ビョークはソロで多くのイギリス・ミュージシャンと共作を行っている。

### サード・アルバム
1991年12月30日にサード・アルバムからの先行シングル「Hit」をリリースする。1年のブランクを経てリリースされたこの楽曲はバンド最大のヒット・シングルとなり、アメリカのビルボード・モダン・ロック・トラック・チャートで1位に達し、イギリスの全英シングルチャートでも最高17位にランクインした。
1992年2月18日、サード・アルバム『スティック・アラウンド・フォー・ジョイ』をリリースする。先行シングルのヒットもあり、このアルバムは前作『トゥデイ・トゥモロウ・ネクスト・ウィーク!』以上に高い評価を受けた。また1曲目「Gold」には元スージー・アンド・ザ・バンシーズのジョン・マッギオークが参加している。しかし3月に「ウォークアバウト」が、8月に「Vitamin」がシングルカットされたものの、どちらも「Hit」ほどの反響は得られなかった。
同年10月と11月、U2の『Zoo TV ツアー』アメリカ公演にて、オープニングアクトとして計700,000人の観客の前でパフォーマンスを披露した。
10月27日にリミックス・アルバム『イッツ・イット』をリリースし、1992年末にバンドは解散した。

### 解散後
シュガーキューブス解散後、ビョークは1993年に『デビュー』でソロ活動を開始し、以降も世界的な成功を収めている。一方、他メンバーは引き続き「バッド・テイスト・リミテッド」の運営に携わっている。
アイナール・オルンは「バッド・テイスト・リミテッド」の業務の傍ら、プロディジー、フージーズ、マッシヴ・アタックのプロモーションに携わり、1998年にはシギと共にGrindverk（グラインドヴァーク）というバンドを組んで活動した。2000年にはブラーのデーモン・アルバーンと共に映画『101 レイキャヴィーク』の音楽を手掛けたほか、アルバーンのソロ・プロジェクト「ゴリラズ」の楽曲「Stop The Dams.」にも携わった。2003年にはソロ・プロジェクト「Ghostigital」を起ち上げ、同年12月にアルバム『Ghostigital』でデビュー、2006年3月に『In Cod We Trust』、2012年11月12日には『Division of Culture & Tourism』をリリースしている。また2010年から2014年にかけてレイキャヴィークの市議会議員を務めた。
シギーは地元アイスランドにて『ザ・ハッカー (Track Down)』などの映画音楽や、テレビの挿入曲、舞台音楽などに携わっている。
ブラギは現在ミュージシャンとしては活動していないが、「バッド・テイスト・リミテッド」の運営には引き続き携わっている。シュガーキューブス解散後も詩の創作活動を継続しているほか、小説家、劇作家としても活動しており、アイスランド文学賞に二度ノミネートされている。

### 一夜限りの再結成
2006年11月17日、シュガーキューブスはデビュー・シングル「バースデイ」のリリース20周年記念として、レイキャヴィークのロイガルダルスホル・スポーツアリーナで一夜限りの再結成ライブを開催した。バンド・メンバー以外に、同じアイスランド出身のムームとRassも参加している。ライブの収益はかつて起ち上げたレーベルである非営利団体「Smekkleysa SM（バッド・テイスト・リミテッド）」に全額寄付され、アイスランド音楽のプロモーションに使用された。バンド側は今後ライブを行ったり、新曲を制作するつもりはないと表明した。

## メンバー

### 最終ラインナップ
- ビョーク・グズムンドドッティル - ボーカル、キーボード (1986年–1992年、2006年)
- ブラギ・オラフソン - ベース (1986年–1992年、2006年)
- ソー・エルドン・ヨンソン - ギター (1986年–1992年、2006年)
- アイナール・オルン・ベネディクソン - ボーカル、トランペット (1987年–1992年、2006年)
- シグトリグル・"シギ"・バルドゥル - ドラム、パーカッション (1987年–1992年、2006年)
- マルグリット・"マガ"・オルノルフスドッティル - キーボード (1989年–1992年、2006年)

### 旧メンバー
- フリドリック・アーリングソン - ギター (1987年–1988年)
- アイナール・メラックス - キーボード (1987年–1989年)
- トマシュ・メルトンスキー - ジャズ・フルート (1988年–1989年)

## ディスコグラフィ

### スタジオ・アルバム
| ライフ・イズ・トゥー・グッド Life's Too Good                                            | - 発売日: 1988年4月 - レーベル: One Little Indian、Elektra - 形式: CD、LP、カセット     | 64 | —  | —  | 48 | 14 | 54 |
| トゥデイ・トゥモロウ・ネクスト・ウィーク! Here Today, Tomorrow Next Week!               | - 発売日: 1989年9月 - レーベル: One Little Indian、Elektra - 形式: CD、LP、カセット     | —  | —  | —  | —  | 15 | 70 |
| スティック・アラウンド・フォー・ジョイ Stick Around for Joy                             | - 発売日: 1992年2月18日 - レーベル: One Little Indian、Elektra - 形式: CD、LP、カセット | 74 | 58 | 71 | 29 | 16 | 95 |
| 「—」は、その国でリリースされなかった、またはチャートに掲載されなかったアイテムを示す。 |                                                                                         |    |    |    |    |    |    |

### コンピレーション・アルバム
- 『イッツ・イット』 - It's-It (1992年、One Little Indian、Elektra)
- 『ザ・グレート・クロスオーヴァー・ポテンシャル』 - The Great Crossover Potential (1998年、One Little Indian、Elektra)

### シングル
- "Einn Mol'á Mann" (1986年) ※アイスランド限定。Sykurmolarnir名義
- "Luftguitar" (1987年) ※アイスランド限定。Johnny Triumph & Sykurmolarnir名義
- 「バースデイ」 - "Birthday" (1987年)
- "Coldsweat" (1988年)
- "Deus" (1988年)
- 「バースディ・クリスマス・ミックス / クリスマス・イヴ」 - "Birthday" (1988年) ※再発
- "Motorcrash" (1988年) ※欧州大陸、米国限定
- 「レジーナ」 - "Regina" (1989年)
- 「プラネット」 - "Planet" (1989年)
- "Hit" (1992年)
- 「ウォークアバウト」 - "Walkabout" (1992年)
- "Vitamin" (1992年)
- "Leash Called Love" (1992年)
- "Birthday Remix" (1992年)